# آبشار کاربت
آبشار کاربت (به فرانسوی: Les chutes du Carbet) آبشاری است که در جزیره گوادلوپ واقع شده‌است و بلندترین ریزشگاه آن ۱۲۵ متر ارتفاع دارد. حوضهٔ آبریز این آبشار، رود کاربت است.